# Petronila de San Esteban

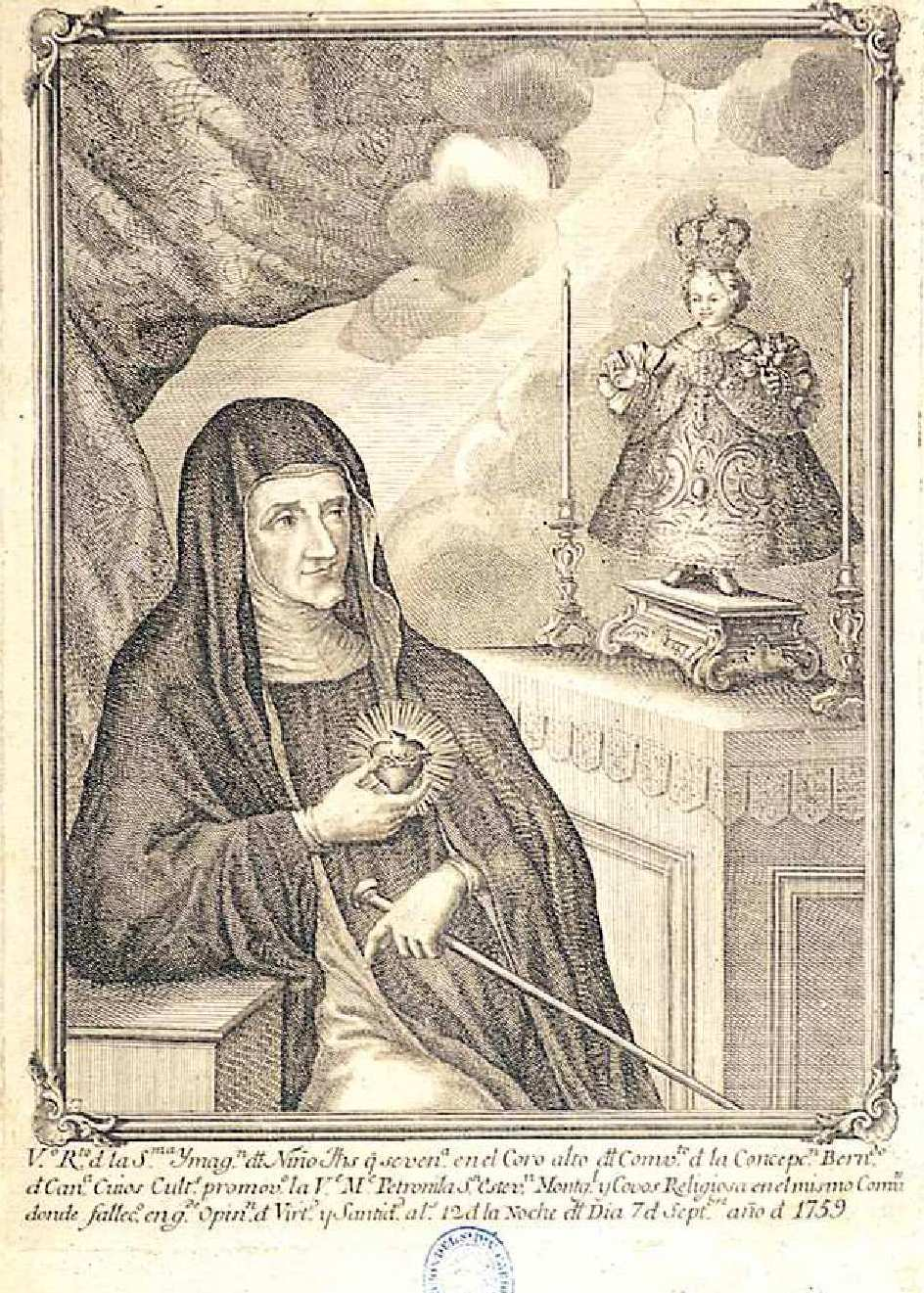
Anónimo: «V.[erdader]o R.[etrat]to de la S.ma Imag.n del Niño Jhs ̇q se ven.[r]a en el Coro alto dl Comv.[en]to d̄ la Concep.n Bern.[ar]do / d Can.[ari]a, Cuios Cults. promov.o la V.[enerabl]e M.[adr]e Petronila S.n Estev.n Montg.[rue]l y Covos Religiosa en el mismo Conv.to / donde fallec.o en g.[ran]de opin.n d Virt.d y Santid.d al.[a]s 12 d la Noche dl Día 7 de Sept.bre año 1759». Aguafuerte y buril. Biblioteca Nacional de España.

Petronila de Mongruel y Cobos, que tomó el nombre de Petronila de San Esteban (Las Palmas de Gran Canaria, 2 de abril de 1676-7 de septiembre de 1759) fue una monja cisterciense española.

## Biografía
Hija de Domingo Mongruel, capitán de caballería, y de Sebastiana de los Cobos, ingresó en el convento de la Concepción o de San Bernardo de Canarias junto con sus hermanas mayores, Catalina y Mariana, al quedar huérfana de madre, cuando solo tenía cuatro años, y pasó encerrada en su clausura el resto de su vida, de la que dejaron memoria manuscrita sus confesores, el doctor José Loreto, deán de la catedral de Canarias, y el doctor Baltasar Calzadilla, arcediano de Tenerife. Desde niña recibió visiones y revelaciones de su esposo divino y de la Virgen, los ángeles y los santos, con los que se comunicaba y de los que recibía favores. En ocasiones el mismo niño Jesús, del que era muy devota, se dormía en sus brazos. A tal suceso alude probablemente José de Viera y Clavijo en una estrofa del canto III de Los Vasconautas:

La madre San Esteban de Mongruel,
Con el niño Jesús, que fue su encanto,
Su amor apacentaba en el vergel,
Y extendiendo las puntas de su manto
Por preparar asiento y aun dosel
A su fino devoto don Crisanto,
Me dijo en las fragancias de su aliento:
"Aunque sea tarde, aquí ha de hallar asiento".

Otras veces los coros angélicos con el rey David a la cabeza le ofrecían conciertos o la ayudaban a derrotar al demonio, que la visitaba en forma de gato muy grande o de perro ardiente. También sentía tierno afecto por algunas imágenes. A ella se debe la extendida devoción popular al Niño Jesús del Coro o del Remedio, talla barroca sobre peana de plata y con zapatitos del mismo metal expuesto en un altar de la ermita de San Telmo de Las Palmas, a donde se llevó la imagen tras la desaparición del convento de la Concepción. También tuvo gran devoción a otra imagen que fue de su propiedad, la del Niño Jesús del monasterio cisterciense de Teror, conocido popularmente como el Niño Llorón porque lo veía llorar. De las imágenes recibía favores y con ellas hablaba, en particular con una pequeña talla de san Juan que tenía en su celda, vestido con túnica de terciopelo y muy hermoso, que cambiaba de colores y semblante cuando de continuo dialogaba con él, comunicación en este caso también gestual. Sucedió, sin embargo, según contaba el arcediano Calzadilla, que en cierta ocasión le dieron un barniz a la imagen y quedó muy mal con el arreglo, 

pues la primera vez que lo vi me desagradó. Lo mismo le sucedió a San Esteban, que le dijo al Santo, que no quería quererlo, porque se había dejado poner feo, que se reformara, y de no, que no lo había de querer. Túvolo algunos días encerrado en su nicho con este desconsuelo, hasta que, repitiendo esto, día de San Esteban por la noche, delante de otras religiosas en su celda, el Santo, que lo vieron todas, se puso encendidísimo de colores, y transparente el barniz; y después acá ha quedado mejor, y a mi me lo ha parecido.